# Cineasta
Un cineasta és qualsevol de les persones que treballa profesionalment en la realització d'una pel·lícula com ara un actor, un director de cinema, director de fotografia, guionista, càmera, tècnic de so…
És habitual que en l'argot del cinema el nom de cineasta es relaciona directament amb la figura del director, que en si mateixa conté de manera directa o indirecta, més d'una de les professions esmentades anteriorment.

## Grans cineastes
El 6 de juliol 2002 la web de Movie Maker va publicar una classificació dels 25 cineastes més influents de tots els temps llista completa.
1. Alfred Hitchcock
2. D. W. Griffith
3. Orson Welles
4. Jean-Luc Godard
5. John Ford
6. Stanley Kubrick
7. Sergei Eisenstein
8. Charlie Chaplin
9. Federico Fellini
10. Steven Spielberg
11. Martin Scorsese
12. Akira Kurosawa
13. Ingmar Bergman
14. John Cassavetes
15. Billy Wilder
16. Jean Renoir
17. Francis Ford Coppola
18. Howard Hawks
19. François Truffaut
20. Buster Keaton
21. Fritz Lang
22. John Huston
23. Woody Allen
24. Luis Buñuel
25. Ernst Lubitsch